# Augusto Bergamino
Augusto Bergamino (Genova, 12 luglio 1898 – Venezia, 29 gennaio 1976) è stato un calciatore italiano, di ruolo di ala sinistra.

## Biografia
Nato nel quartiere di Marassi, risiedeva in via Casata Centurioni proprio a fianco del campo del Genoa, era conosciuto come Bergamino I, per distinguerlo dai fratelli minori Giacomo e Giuseppe. Cresciuto nelle giovanili del Genoa, militò per l'intera carriera nel club rossoblù. Fu chiamato alle armi all’inizio del 1917 e, ottenuta la patente di guida, partecipò come autista militare alle operazioni sul fronte del Piave. Per questo fu nominato, come gli altri reduci, Cavaliere di Vittorio Veneto. Il 4 novembre 1921 fu scelto insieme ai compagni di squadra Ottavio Faini e Enrico Sardi per portare il gagliardetto societario al settore Trento e Trieste del cimitero monumentale di Staglieno per le commemorazioni del Milite Ignoto.
Lasciato il calcio giocato si è trasferito a Venezia, dove un suo amico concittadino gli aveva offerto un posto di lavoro in una ditta di spedizioni. É morto a Mestre a 77 anni, lasciando moglie e figlio.

## Caratteristiche tecniche
Dotato di temperamento, la tecnica e la velocità, Bergamino era considerato una delle migliori ali vecchia maniera del calcio italiano dei primi anni '20.
Il suo compito consisteva di correre sulle fasce per servire cross nell'area avversaria per i compagni quando arrivava all'altezza del calcio d'angolo.

## Carriera

### Club
Venne notato giovinetto da Thomas Coggins, allenatore delle giovanili del Genoa, che volle inserire nel club rossoblù allenandolo personalmente per molte ore al giorno.
Spese l'intera carriera tra le file del Grifone, dalla seconda metà degli anni dieci fino alla metà degli anni venti del secolo scorso.
Bergamino esordì sedicenne in campionato nella stagione 1914-1915, nella vittoria casalinga per 5 a 3 contro l'Inter del 25 aprile 1915.

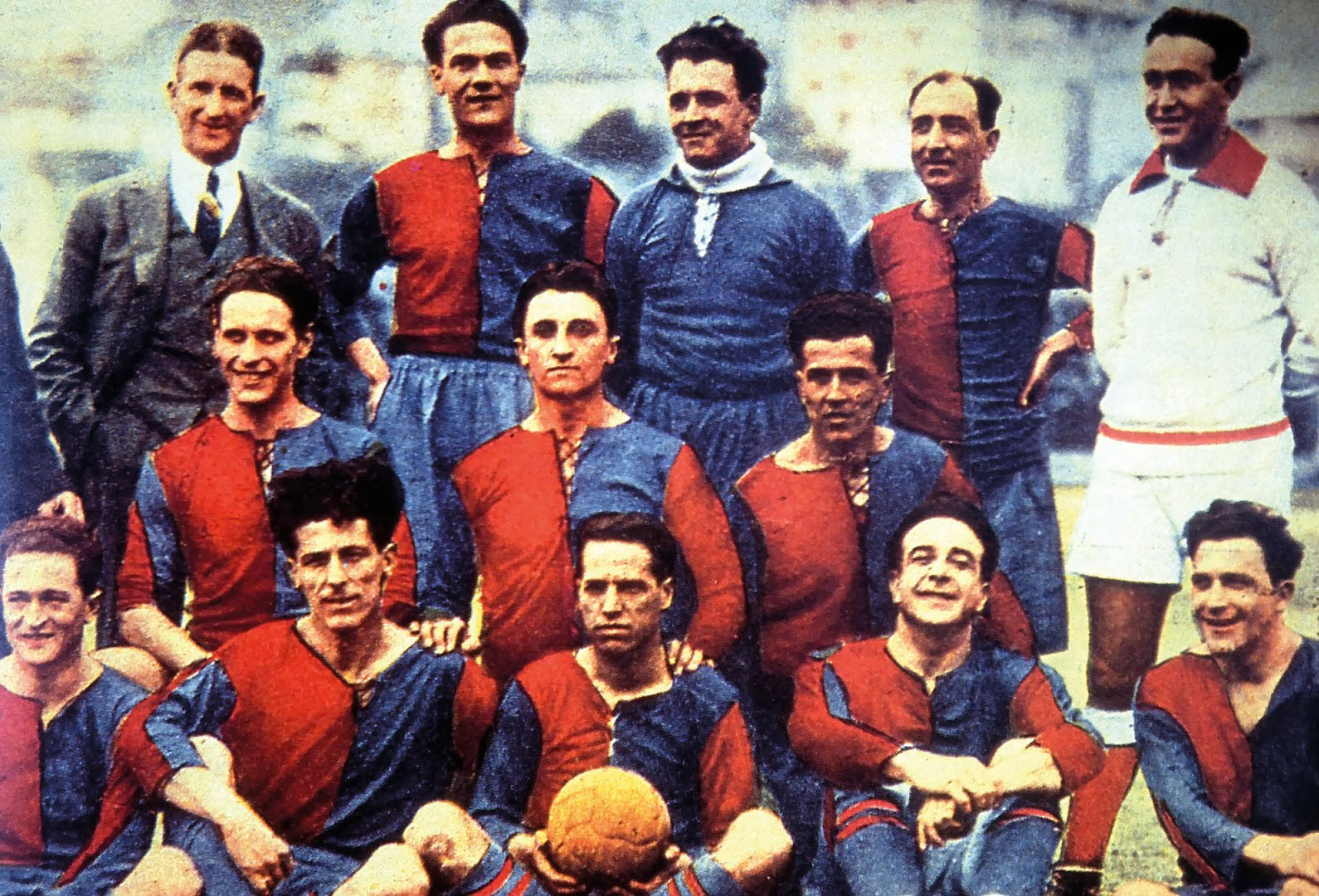
Bergamino (accosciato, primo da destra) nel Genoa campione d'Italia della stagione 1923-1924

Nella sua prima stagione con il Grifone vinse lo scudetto, benché la vittoria venisse assegnata solo al termine della Grande Guerra che aveva causato l'interruzione del campionato.
Con il Genoa, club nel quale trascorse tutta la carriera, vinse due scudetti consecutivi nelle stagioni 1922-23 e 1923-24 prima del suo ritiro dall'attività agonistica nel 1926.

### Nazionale
Giocò nella nazionale azzurra in cinque occasioni, esordendovi il 18 gennaio 1920 nell'amichevole disputata a Milano contro la Francia vinta per 9 a 4.
L'ultimo incontro in azzurro lo disputò nella sua Genova il 4 marzo 1923, pareggiando per 0 a 0 contro l'Ungheria.
Rimase in azzurro fino al 1924 quando fece parte della nazionale italiana che partecipò ai Giochi olimpici di Parigi, tuttavia non scese mai in campo nel corso della competizione.

## Statistiche

### Cronologia presenze e reti in Nazionale
| Cronologia completa delle presenze e delle reti in nazionale ― Italia | Cronologia completa delle presenze e delle reti in nazionale ― Italia | Cronologia completa delle presenze e delle reti in nazionale ― Italia | Cronologia completa delle presenze e delle reti in nazionale ― Italia | Cronologia completa delle presenze e delle reti in nazionale ― Italia | Cronologia completa delle presenze e delle reti in nazionale ― Italia | Cronologia completa delle presenze e delle reti in nazionale ― Italia | Cronologia completa delle presenze e delle reti in nazionale ― Italia |
| Data                                                                  | Città                                                                 | In casa                                                               | Risultato                                                             | Ospiti                                                                | Competizione                                                          | Reti                                                                  | Note                                                                  |
| --------------------------------------------------------------------- | --------------------------------------------------------------------- | --------------------------------------------------------------------- | --------------------------------------------------------------------- | --------------------------------------------------------------------- | --------------------------------------------------------------------- | --------------------------------------------------------------------- | --------------------------------------------------------------------- |
| 18-1-1920                                                             | Milano                                                                | Italia                                                                | 9 – 4                                                                 | Francia                                                               | Amichevole                                                            | -                                                                     |                                                                       |
| 20-2-1921                                                             | Marsiglia                                                             | Francia                                                               | 1 – 2                                                                 | Italia                                                                | Amichevole                                                            | -                                                                     |                                                                       |
| 6-03-1921                                                             | Milano                                                                | Italia                                                                | 2 – 1                                                                 | Svizzera                                                              | Amichevole                                                            | -                                                                     |                                                                       |
| 1-1/1923                                                              | Milano                                                                | Italia                                                                | 3 – 1                                                                 | Germania                                                              | Amichevole                                                            | -                                                                     |                                                                       |
| 4-3/1923                                                              | Genova                                                                | Italia                                                                | 0 – 0                                                                 | Ungheria                                                              | Amichevole                                                            | -                                                                     |                                                                       |
| Totale                                                                |                                                                       | Presenze                                                              | 5                                                                     |                                                                       | Reti                                                                  | 0                                                                     |                                                                       |

## Palmarès

### Club
- Campionato italiano: 3

Genoa: 1914-1915, 1922-1923, 1923-1924